# Main-Taunus-Kreis
Main-Taunus-Kreis – powiat w Niemczech, w rejencji Darmstadt, kraju związkowym Hesja. Siedzibą powiatu jest miasto Hofheim am Taunus.

## Podział administracyjny
Powiat Main-Taunus-Kreis składa się z:
- 9 miast
- 3 gmin

Miasta:
| Lp. | Nazwa miasta         | Ludność (30.06.2013) | Powierzchnia km² |
| --- | -------------------- | -------------------- | ---------------- |
| 1   | Bad Soden am Taunus  | 21265                | 12,55            |
| 2   | Eppstein             | 13276                | 24,21            |
| 3   | Eschborn             | 20464                | 12,14            |
| 4   | Flörsheim am Main    | 20065                | 22,95            |
| 5   | Hattersheim am Main  | 25409                | 15,82            |
| 6   | Hochheim am Main     | 16788                | 19,43            |
| 7   | Hofheim am Taunus    | 38472                | 57,38            |
| 8   | Kelkheim (Taunus)    | 28044                | 30,65            |
| 9   | Schwalbach am Taunus | 14873                | 6,47             |

Gminy:
| Lp. | Nazwa gminy          | Ludność (30.06.2013) | Powierzchnia km² |
| --- | -------------------- | -------------------- | ---------------- |
| 1   | Kriftel              | 10644                | 6,76             |
| 2   | Liederbach am Taunus | 8824                 | 6,20             |
| 3   | Sulzbach (Taunus)    | 8538                 | 7,85             |